# Summer Jam (песня R.I.O.)
«Summer Jam» — сингл немецкой EDM-группы R.I.O. и американского исполнителя U-Jean. Песня была выпущена в Германии для цифрового скачивания 27 июля 2012 года. В ней использован припев из песни «Summer Jam» группы The Underdog Project (2001).

## Клип
Музыкальный клип, сопровождающий релиз «Summer Jam», впервые был выпущен на YouTube 27 июля 2012 года общей продолжительностью три минуты и одиннадцать секунд.

## Список композиций
Digital download
1. «Summer Jam» — 3:02
2. «Summer Jam» (Crew Cardinal Radio Edit) — 3:35
3. «Summer Jam» (Crew 7 Radio Edit) — 2:57
4. «Summer Jam» (Extended Mix) — 4:27
5. «Summer Jam» (Crew Cardinal Remix) — 5:48
6. «Summer Jam» (Crew 7 Remix) — 4:53

## Чарты
| Чарт (2012)                     | Высшая позиция |
| ------------------------------- | -------------- |
| Австрия (Ö3 Austria Top 40)     | 2              |
| Франция (SNEP)                  | 39             |
| Германия (GfK)                  | 7              |
| Израиль (Media Forest)          | 10             |
| Словакия (Rádio — Top 100)      | 39             |
| Швейцария (Schweizer Hitparade) | 2              |

### Годовые чарты
| Чарт (2012)                     | Позиция |
| ------------------------------- | ------- |
| Австрия (Ö3 Austria Top 40)     | 41      |
| Германия (Media Control AG)     | 75      |
| Швейцария (Schweizer Hitparade) | 49      |

## Даты выхода
| Страна   | Дата         | Формат            | Лейбл          |
| -------- | ------------ | ----------------- | -------------- |
| Германия | 27 июля 2012 | Цифровая загрузка | Kontor Records |